# Liste der Kulturdenkmäler in Hahn am See
In der Liste der Kulturdenkmäler in Hahn am See sind alle Kulturdenkmäler der rheinland-pfälzischen Ortsgemeinde Hahn am See aufgeführt. Grundlage ist die Denkmalliste des Landes Rheinland-Pfalz (Stand: 21. Dezember 2021).

## Einzeldenkmäler
| Bezeichnung                       | Lage                      | Baujahr                  | Beschreibung                                                                                | Bild                           |
| --------------------------------- | ------------------------- | ------------------------ | ------------------------------------------------------------------------------------------- | ------------------------------ |
| Katholische Kirche St. Margaretha | Hohe Straße Lage          | 1737                     | Saalbau, bezeichnet 1737 und 1750                                                           | weitere Bilder Fotos hochladen |
| Wohnhaus                          | Hohe Straße 7a und 9 Lage | 17. oder 18. Jahrhundert | Fachwerkhaus mit Niederlass, verputzt und verkleidet, wohl aus dem 17. oder 18. Jahrhundert | Fotos hochladen                |
| Wohnhaus                          | Hohe Straße 21 Lage       | 17. Jahrhundert          | Fachwerkhaus, teilweise massiv, wohl noch aus dem 17. Jahrhundert                           | Fotos hochladen                |
| Hofanlage                         | Untergasse 6 Lage         | 18. Jahrhundert          | Streckhof mit Niederlass; Fachwerkhaus, teilweise massiv, 18. Jahrhundert, Anbau um 1900    | Fotos hochladen                |